# Virginia Slims of Houston 1988
Il Virginia Slims of Houston 1988 è stato un torneo di tennis giocato sulla terra rossa.
È stata la 18ª edizione del torneo, che fa parte della categoria Tier III nell'ambito del WTA Tour 1988.
Si è giocato al Westside Tennis Club di Houston negli Stati Uniti, dal 18 al 24 aprile 1988.

## Campionesse

### Singolare
Chris Evert ha battuto in finale  Martina Navrátilová con il punteggio di 6–0, 6–4

### Doppio
Katrina Adams /  Zina Garrison hanno battuto in finale  Lori McNeil /  Martina Navrátilová con il punteggio di 6–7, 6–2, 6–4